# Rörsjön (Hede socken, Härjedalen, 692073-138787)
Rörsjön är en sjö i Härjedalens kommun i Härjedalen och ingår i Ljusnans huvudavrinningsområde. Sjön har en area på 0,465 kvadratkilometer och ligger 430,1 meter över havet. Sjön avvattnas av vattendraget Kvarnån.

## Delavrinningsområde
Rörsjön ingår i det delavrinningsområde (692155-138717) som SMHI kallar för Utloppet av Rörsjön. Medelhöjden är 441 meter över havet och ytan är 3,55 kvadratkilometer. Det finns ett avrinningsområde uppströms, och räknas det in blir den ackumulerade arean 11,26 kvadratkilometer. Kvarnån som avvattnar avrinningsområdet har biflödesordning 2, vilket innebär att vattnet flödar genom totalt 2 vattendrag innan det når havet efter 312 kilometer. Avrinningsområdet består mestadels av skog (85 procent). Avrinningsområdet har 0,47 kvadratkilometer vattenytor vilket ger det en sjöprocent på 13,1 procent.